# Mikaela Fabricius-Bjerre
Mikaela Fabricius-Bjerre (Turku, Finlandia; 17 de diciembre de 1969 – 13 de febrero de 2023) fue una jinete finlandesa de doma que representó internacionalmente a su país en Juegos Olímpicos y los Juegos Ecuestres Mundiales.

## Carrera

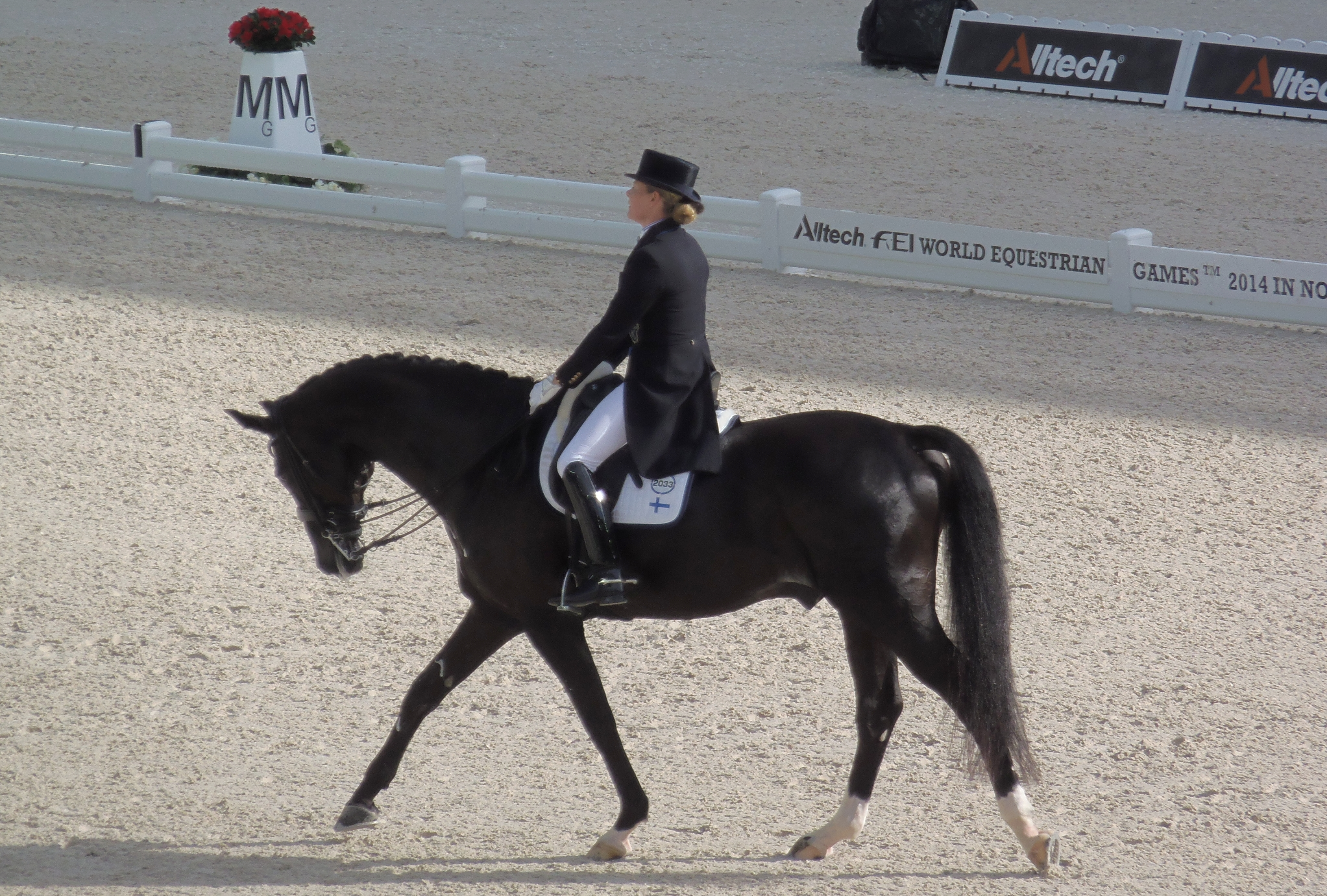
Fabricius-Bjerre en 2014.

Participó en los Juegos Olímpicos de Londres 2012 donde finalizó en el lugar 30 en la categoría individual. En 2014 llegó a la ronda final de los Juegos Ecuestres Mundiales donde acabó en el lugar cincuenta en la prueba individual y en el lugar catorce por equipos.

## Muerte
Fabricius-Bjerre murió de cáncer el 13 de febrero de 2023 a los 53 años.